# Wiktor Kułakow
Wiktor Anatoljewicz Kułakow, ros. Виктор Анатольевич Кулаков (ur. 21 lutego 1995 w Samarze) – rosyjski żużlowiec. 
Dwukrotny medalista mistrzostw Europy par: złoty (Bałakowo 2019) oraz srebrny (Lonigo 2017). Uczestnik półfinału drużynowego Puchar Świata (Vojens 2016). 
Dwukrotny finalista indywidualnych mistrzostw świata juniorów (2015 – XI miejsce, 2016 – VII miejsce). Finalista indywidualnych mistrzostw Europy juniorów (2015 – VIII miejsce). Srebrny medalista indywidualnych mistrzostw Rosji (Togliatti 2019).
W lidze polskiej w poszczególnych latach reprezentował kluby:
- 2012 – Polonia Bydgoszcz
- 2013 – ROW Rybnik
- 2014 – KS Toruń
- 2015 – Unia Tarnów
- 2016 – Polonia Bydgoszcz
- 2017 – Polonia Bydgoszcz
- 2018 – Unia Tarnów
- 2019 – Unia Tarnów
- 2020 – KS Toruń
- 2021 – Wybrzeże Gdańsk

W sezonie 2022 miał nadal reprezentować gdański klub, jednak z powodu inwazji Rosji na Ukrainę rosyjscy zawodnicy zostali zawieszeni przez FIM do odwołania.